# Vena prepilórica
La vena prepilórica (TA: vena prepylorica) es una vena que acompaña a la arteria prepilórica. Junto con la vena coronaria estomáquica forma el arco venoso de la curvatura menor del estómago.

## Trayecto
Pasa hacia arriba, sobre la superficie anterior de la unión entre el píloro y el duodeno, para terminar desembocando en la vena pilórica.